# Linia kolejowa 175 Rimavská Sobota – Poltár
Linia kolejowa nr 175 Rimavská Sobota – Poltár – nieczynna linia kolejowa na Słowacji o długości 30 km, łącząca miejscowości Rimavská Sobota i Poltár. Jest to linia jednotorowa i niezelektryfikowana.